# Keita Sugimoto
Keita Sugimoto (født 13. juni 1982) er en tidligere japansk fodboldspiller.
Han har spillet for flere forskellige klubber i sin karriere, herunder Nagoya Grampus og Tokushima Vortis.